# كارل كولر
كارل كولر (بالألمانية: Karl Koller)‏ (مواليد 8 فبراير 1929) هو لاعب كرة قدم. لعب مع منتخب النمسا لكرة القدم. سبق له أن لعب في كأس العالم لكرة القدم مع منتخب بلاده.

## مسيرته الكروية
لعب كارل كولر خلال مسيرته الاحترافية مع نادِ واحدٍ في سبعة عشر موسمًا وسجل خلالها 41 هدفًا ضمن 415 مباراة. ولم يفز بأي موسم بالكأس وفاز في موسم واحد بالدوري.
خاض كارل كولر مسيرته مع نادي فيرست فيينا في موسم 1949–50 ليلعب معه سبعة عشر موسمًا، مشاركًا في 415 مباراة سجل خلالها 41 هدفًا.

## روابط خارجية
- كارل كولر على موقع قاعدة بيانات كرة القدم.إي يو (الإنجليزية)
- كارل كولر على موقع ناشيونال فوتبول تيمز (الإنجليزية)
- كارل كولر على موقع عالم كرة القدم.نت (الإنجليزية)